# Paulo Pessoa Guerra
Paulo Pessoa Guerra (Nazaré da Mata, 10 de dezembro de 1916 — Recife, 9 de julho de 1977) foi um político brasileiro que foi governador de Pernambuco, estado que também representou no Congresso Nacional.
Era pai do também político Joaquim Pessoa Guerra.

## Estreia na vida pública
Filho de João Pessoa Guerra e de Maria Gaião Pessoa Guerra, ingressou na Faculdade de Direito do Recife em 1935, bacharelando-se em 1939. Ligado ao interventor Agamenon Magalhães, foi nomeado prefeito de Orobó e, a seguir, de Bezerros durante o Estado Novo. Por indicação de seu padrinho político, foi nomeado delegado do Departamento Estadual de Imprensa e Propaganda (1941) e, depois, da Penitenciária Agrícola de Itamaracá, cargo que exerceu por três anos (1942-1945).

## Mandatos eletivos
Deposto Getúlio Vargas em 29 de outubro de 1945, foram convocadas eleições para Presidente da República e para a Assembleia Nacional Constituinte que elaborou a Constituição de 1946 e nesse pleito Paulo Guerra foi eleito deputado federal pelo PSD e reeleito em 1950. De volta a Pernambuco, foi eleito deputado estadual em 1954 e 1958 e, por ocasião da renúncia de Jânio Quadros em 25 de agosto de 1961, era presidente da Assembleia Legislativa.

## Governador de Pernambuco

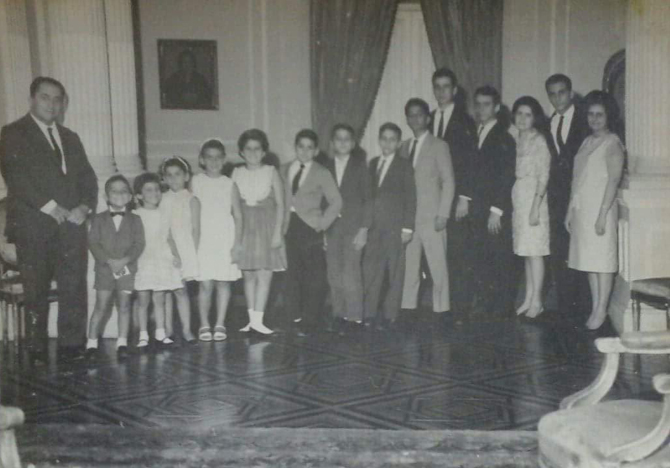
Paulo e Virginia Guerra com os filhos no Palácio do Campo das Princesas, em 1956.

Em 1962 foi eleito vice-governador na chapa de Miguel Arraes, tomando posse em 31 de janeiro de 1963. Ao longo do governo entrou em divergência com Arraes e, com a deposição deste pelo Regime Militar de 1964, assumiu o governo do estado.
Durante seu governo estimulou a eletrificação rural, a industrialização do estado e investiu em infraestrutura. Criou a Fundação do Ensino Superior de Pernambuco (hoje Universidade de Pernambuco) e construiu o Hospital da Restauração, que substituiu o antigo Hospital de Pronto Socorro. Criou também o Colégio da Polícia Militar de Pernambuco (CPM) em 1966.
Em 27 de outubro de 1965 o Ato Institucional Número Dois instituiu o bipartidarismo e, em razão disso, Paulo Guerra ingressou na ARENA. Dedicou-se à pecuária após deixar o Palácio do Campo das Princesas. Retornou à política em 1970, quando foi eleito senador, chegando ao posto de vice-líder do governo Ernesto Geisel. Em 1977 o governo outorgou o Pacote de Abril, que visava a garantir a maioria governista em 1978 e nesse ínterim Paulo Guerra aceitou renovar seu mandato por via indireta, contudo faleceu três meses depois. Seu lugar no senado ficou nas mãos de Murilo Paraíso e a vaga de "senador biônico" coube a Aderbal Jurema.